# Lista de canções número um na Brasil Hot Popular Songs em 2011

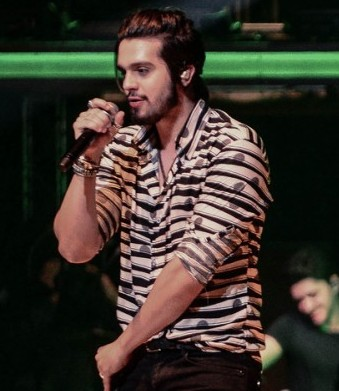
Luan Santana foi o artista que mais ficou no topo da lista em 2011, totalizando oito meses — dos quais sete foram consecutivos — e teve o maior número de canções no primeiro lugar: cinco. Todas suas faixas obtiveram sucesso não somente na Brasil Hot Popular Songs, mas também na tabela principal da Billboard Brasil, a Brasil Hot 100 Airplay, na qual também alcançaram o número um.

Este anexo contém a lista de canções que atingiram o número um na tabela musical Brasil Hot Popular Songs em 2011. A lista é publicada mensalmente pela revista Billboard Brasil, que divulga as quarenta faixas mais executadas nas estações de rádios do Brasil a partir de dados recolhidos pela empresa Crowley Broadcast Analysis. As músicas, de repetório nacional, são avaliadas através da grade da companhia supracitada, que compreendia até então as cidades de São Paulo, Rio de Janeiro, Campinas, Ribeirão Preto, Brasília, Belo Horizonte, Curitiba, Porto Alegre, Recife, Salvador, Florianópolis e Fortaleza, além da região do Vale do Paraíba.
Um total de cinco artistas e sete canções alcançaram o topo da lista. Luan Santana foi quem mais perdurou no primeiro lugar, com oito meses — sendo sete consecutivos — e o maior número de canções em número um. Santana começou em janeiro com "Adrenalina" e seguiu em fevereiro e março com "Química do Amor", que contém participação de Ivete Sangalo. Em abril, liderou o periódico com sua música "Um Beijo" e permaneceu na posição mais alta de maio a julho com "Amar Não é Pecado". Em agosto, Paula Fernandes atingiu o cume da Brasil Hot Popular Songs com a faixa "Não Precisa", colaboração com a dupla Victor & Leo. Santana voltou ao auge do gráfico em setembro com "As Lembranças Vão na Mala" e, de outubro até dezembro, Michel Teló ficou no posto inicial da parada com "Ai Se Eu Te Pego", fechando a trajetória de composições brasileiras mais tocadas naquele ano.
"Amar Não É Pecado" e "Ai Se Eu Te Pego" foram ambas as que mais ficaram no topo, num total de três meses. Todas as sete canções listadas também entraram na lista principal da Billboard Brasil, a Brasil Hot 100 Airplay; a única a não atingir o topo da classificação mais importante da revista foi "Não Precisa", a qual teve como pico o número dois.

## Histórico
| Mês       | Canção                      | Artista(s)                       | Melhor posição na Brasil Hot 100 Airplay | Ref.  |
| --------- | --------------------------- | -------------------------------- | ---------------------------------------- | ----- |
| Janeiro   | "Adrenalina"                | Luan Santana                     | 1                                        | [ 3 ] |
| Fevereiro | "Química do Amor"           | Luan Santana com Ivete Sangalo   | 1                                        | [ 3 ] |
| Março     | "Química do Amor"           | Luan Santana com Ivete Sangalo   | 1                                        | [ 4 ] |
| Abril     | "Um Beijo"                  | Luan Santana                     | 1                                        | [ 4 ] |
| Maio      | "Amar Não é Pecado"         | Luan Santana                     | 1                                        | [ 4 ] |
| Junho     | "Amar Não é Pecado"         | Luan Santana                     | 1                                        | [ 1 ] |
| Julho     | "Amar Não é Pecado"         | Luan Santana                     | 1                                        | [ 1 ] |
| Agosto    | "Não Precisa"               | Paula Fernandes com Victor & Leo | 2                                        | [ 1 ] |
| Setembro  | "As Lembranças Vão na Mala" | Luan Santana                     | 1                                        | [ 2 ] |
| Outubro   | "Ai Se Eu Te Pego"          | Michel Teló                      | 1                                        | [ 5 ] |
| Novembro  | "Ai Se Eu Te Pego"          | Michel Teló                      | 1                                        | [ 5 ] |
| Dezembro  | "Ai Se Eu Te Pego"          | Michel Teló                      | 1                                        | [ 5 ] |